# جورج آدامز (لاعب كرة قدم أمريكية)
جورج آدامز (بالإنجليزية: George Adams)‏ هو لاعب كرة قدم أمريكية أمريكي، ولد في 22 ديسمبر 1962 في ليكسينغتون في الولايات المتحدة.

## وصلات خارجية
- جورج آدامز على موقع مرجع كرة القدم المحترفة.كوم (الإنجليزية)